# Federazione di baseball del Sudafrica
La Federazione sudafricana di baseball (eng. South African Baseball Union ) è un'organizzazione fondata nel 1950 per governare la pratica del baseball in Sudafrica.
Organizza il campionato di baseball sudafricano, e pone sotto la propria egida la nazionale maschile.